# 1811 au Canada
Pour un article plus général, voir Chronologie du Canada.
Cet article traite des événements qui se sont produits durant l'année 1811 au Canada.

## Événements

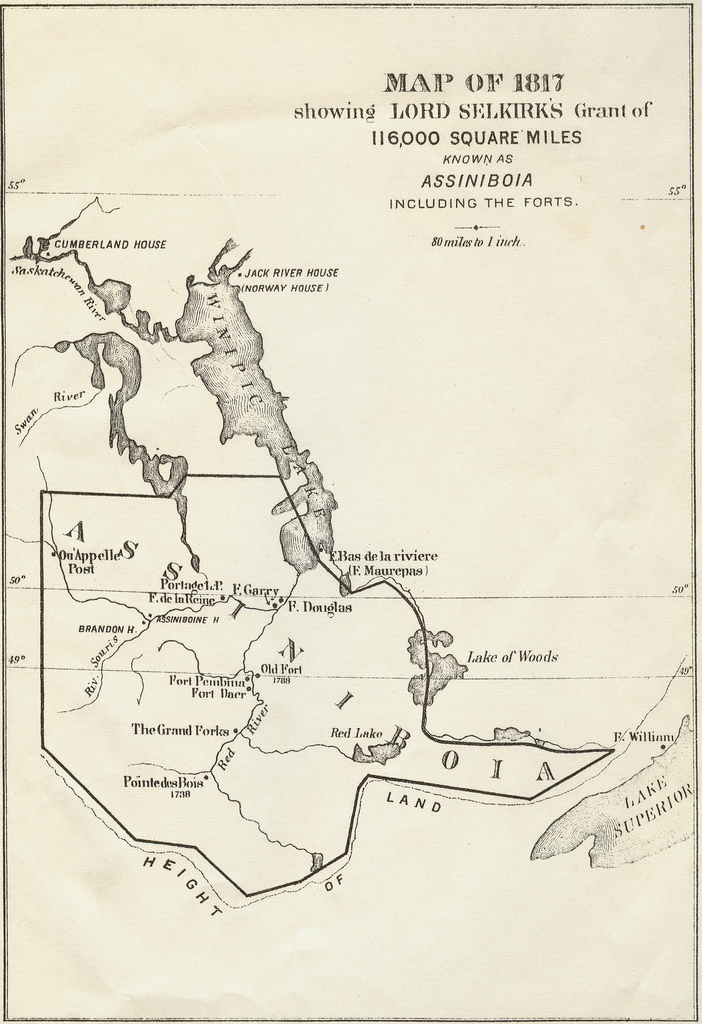
Territoire de Assiniboia alloué à Lord Selkirk.

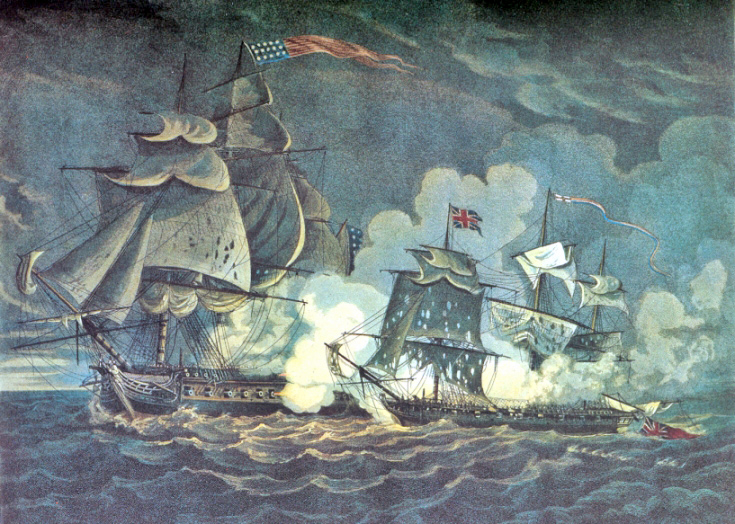
Bataille navale du Little Belt et du USS President.

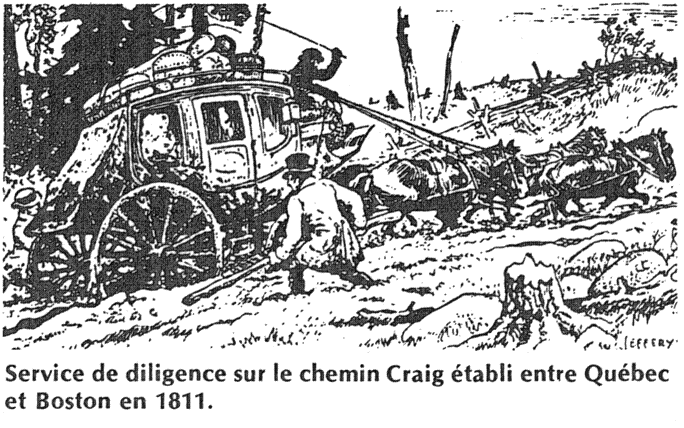
Service de diligence sur le Chemin Craig 1811.

- Janvier : première liaison en diligence entre Québec et Boston en passant par le Chemin Craig.
- 24 janvier : l'officier David Buchan rencontre des Béothuks à Terre-Neuve. Malgré une première rencontre amicale, deux de ses hommes se font tués et doit renoncer à les réconcilier[1].
- 16 mai : bataille navale entre le navire britannique Little Belt et le navire américain USS President. Ce fut une victoire américaine. L'affaire Little Belt (en) est un des préludes à la Guerre de 1812.
- 30 mai : Lord Selkirk, noble écossais philanthrope, obtient de la Compagnie de la Baie d'Hudson 116 000 acres de terre en pleine propriété autour de la Rivière Rouge pour créer la colonie d’Assiniboia[2]. La compagnie britannique compte en faire un réservoir de personnel et un centre de production de pemmican pour ravitailler ses postes. Les premiers colons connaissent des difficultés et la Compagnie du Nord-Ouest tente de saboter la colonie en décourageant les colons et en faisant intervenir contre elle la population métisse établie sur place (1815).

- 31 mai : Sir George Prevost devient gouverneur du Canada (fin en 1815). La faveur qu'il témoigne aux Canadiens français provoque le mécontentement de la minorité britannique.
- Juin : le gouverneur James Henry Craig quitte pour l'Angleterre. Thomas Dunn assure le poste de gouverneur intérimaire jusqu'à l'arrivée de George Prevost.
- 15 juillet : le Canadien David Thompson découvre la route du Pacifique par le fleuve Columbia. Il trouve à son embouchure le fort Astoria, appartenant aux Américains. La Compagnie du Nord-Ouest en hérite en 1812.
- Août : John Coape Sherbrooke devient lieutenant-gouverneur de la Nouvelle-Écosse.
- 19 octobre : première parution du journal The Montreal Herald.
- Octobre : Isaac Brock devient lieutenant-gouverneur du Haut-Canada en plus d'être le chef des forces armées.
- 7 novembre : Bataille de Tippecanoe entre américains et amérindiens. Victoire américaine. Le chef Tecumseh va par la suite établir une alliance avec les britanniques du Canada.
- Élection de la 10e assemblée générale de la Nouvelle-Écosse (en).

## Naissances
- Isabella Clark (en), première femme du premier premier ministre du Canada John Alexander Macdonald.
- 9 janvier : John Ferris, homme politique.
- 9 février : François-Xavier Lemieux, homme politique.
- 11 février : Moïse Houde, homme politique.
- 11 mars : John Young, homme d'affaires et homme politique.
- 29 mai : William Pearce Howland, lieutenant-gouverneur de l'Ontario.
- 14 juin : John Hamilton Gray, premier ministre de l'Île-du-Prince-Édouard.
- 20 juillet : Colin Francis MacKinnon, évêque.
- 20 juillet : James Bruce (Lord Elgin), gouverneur général.
- 16 août : Luc-Hyacinthe Masson, médecin et homme politique.
- 6 octobre : Marie-Rose Durocher, sœur religieuse.
- 15 octobre : Barthélemy Pouliot, homme politique.
- 2 décembre : Jean-Charles Chapais, homme politique et Père de la Confédération.
- 3 décembre : Olivier Robitaille, médecin et homme d'affaires.
- Alexander Bertram, chef pompier à Montréal.

## Décès

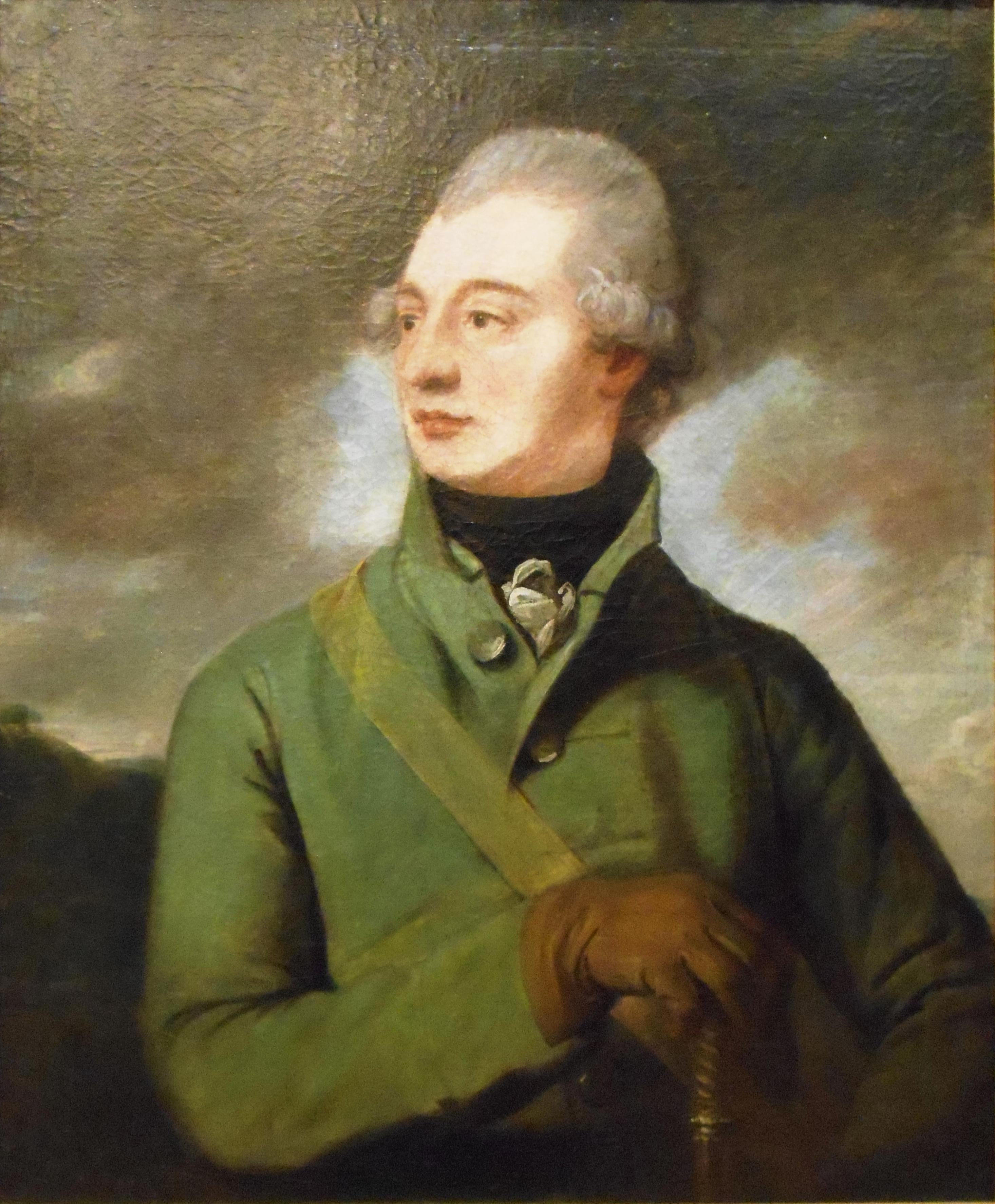
Charles-Louis Tarieu, chevalier de La Naudière.

- 31 août : Louis Antoine de Bougainville, militaire français en Nouvelle-France.
- 2 octobre : Charles-Louis Tarieu de Lanaudière, seigneur, militaire et fonctionnaire.